# Olle Lindholm (läkare)
Erik Olof (Olle) Lindholm, född 24 maj 1920 i Strängnäs, död 25 oktober 1999, var en svensk barn- och ungdomspsykiater.
Lindholm, som var son till seminarielärare Erik Lindholm och Anna Persson, avlade studentexamen i Falun 1939, blev medicine kandidat vid Uppsala universitet 1943 och medicine licentiat där 1950. Han var förste underläkare vid psykiatriska kliniken på Akademiska sjukhuset 1951–1955, vid barnpsykiatriska kliniken 1955–1956, biträdande läkare vid landstingets rådgivningsbyrå 1956–1958, underläkare vid barnavdelningen i Sundsvall 1958–1961, överläkare vid barn- och ungdomspsykiatriska kliniken där 1961–1967 och överläkare vid omsorgsstyrelsen i Västernorrlands län från 1967.